# Bacolor
Bacolor è una municipalità di quarta classe delle Filippine, situata nella Provincia di Pampanga, nella regione di Luzon Centrale.
Bacolor è formata da 21 baranggay:
- Balas
- Cabalantian
- Cabambangan (Pob.)
- Cabetican
- Calibutbut
- Concepcion
- Dolores
- Duat
- Macabacle
- Magliman
- Maliwalu
- Mesalipit
- Parulog
- Potrero
- San Antonio
- San Isidro
- San Vicente
- Santa Barbara
- Santa Ines
- Talba
- Tinajero